# رئولا
رئولا (به استونیایی: Reola) یک روستا در استونی است که در دهستان اولنورمه واقع شده‌است.

## خصوصیات
رئولا ۱۷۴ نفر جمعیت دارد.